# Mura di Montieri

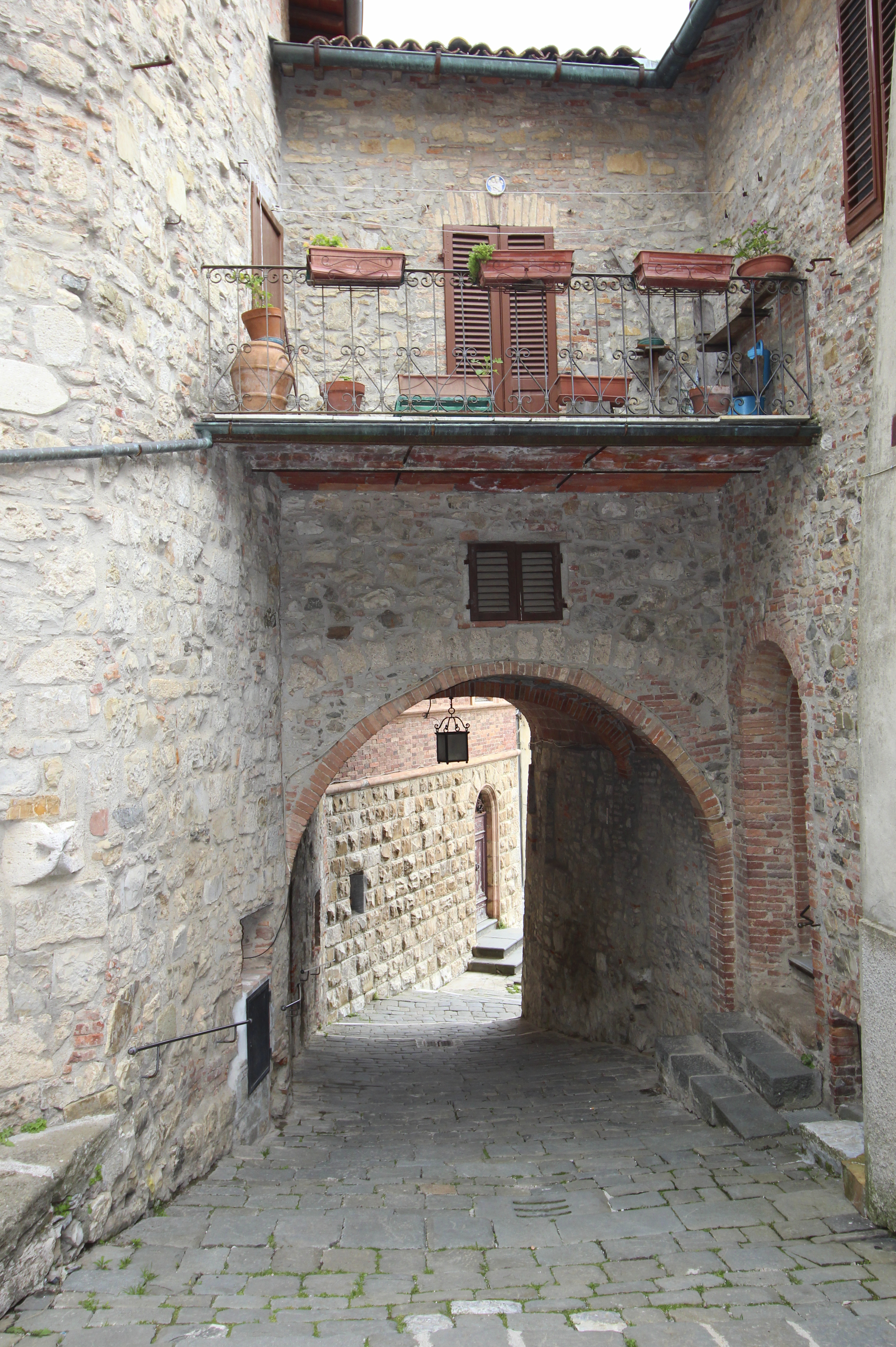

Le mura di Montieri costituiscono il sistema difensivo dell'omonimo borgo castellano.

## Storia
Una prima cinta muraria fu costruita sul finire del X secolo, a difesa del primitivo insediamento castellano di Montieri.
Tra il XII e il XIII secolo la cerchia muraria e le relative fortificazioni vennero ristrutturate ed ampliate, fino ad assumere la definitiva estensione. Tuttavia, nel corso del Trecento, vi furono due gravi assedi, nel 1326 e nel 1364, che determinarono gravissimi danni all'intero sistema difensivo: sul finire del Trecento furono così ricostruite le mura, le torri di guardia e il cassero.
Un lungo periodo di declino ebbe inizio a Montieri dal tardo Quattrocento in poi; conseguentemente, gran parte delle architetture del centro conobbero varie fasi di degrado, che hanno avuto termine solo in epoca moderna. I successivi lavori di recupero e di ristrutturazione hanno permesso di riportare agli antichi splendori alcune architetture dell'antica cinta muraria che, però, non si è potuta conservare nell'insieme.

## Descrizione
Le mura di Montieri hanno oramai perduto l'originario aspetto in cui si presentavano durante il periodo medievale.
Le porte di accesso al borgo, costruite nel corso del Duecento, risultano oramai perdute, come gran parte della cortina muraria che delimitava il centro storico con ben sette torri di guardia.
Della cinta muraria si sono conservate, in buono stato, tre torri in filarotto, che originariamente erano inglobate lungo il perimetro delle mura. Tra esse, spiccano la torre Narducci e la torre Biageschi, che hanno conservato pressoché intatto il loro aspetto di epoca medievale, oltre alla torre successivamente trasformata nel campanile della chiesa dei Santi Paolo e Michele. Delle rimanenti quattro torri di guardia, si sono conservati solo alcuni resti, come ad esempio la base della torre Mazzarocchi.
Tra le fortificazioni dell'originario sistema difensivo è da annoverare anche il duecentesco Cassero Senese, costruito in posizione dominante su preesistenti strutture risalenti all'XI secolo, che successivamente venne trasformato in palazzo di giustizia.